# Скрадин
Скрадин (на хърватски: Skradin) е град и център на община в Хърватия, Шибенишко-книнска жупания.

## Общи сведения
Градът е разположен на брега на река Кръка на 17 км от Шибеник. Той е един от подстъпите към националния парк Кърка.

## Население
При преброяването през 2001 г. населението на общината наброява 3986 жители, от които 86,60 % хървати и 10,81 % сърби. В самия град живеят 619 жители.